# Кочо Мавродиев
Константин (Кочо) Костадинов Мавродиев с псевдоним Симеон е изтъкнат български възрожденски просветен деец и екзархийски учител.

## Биография
Роден е в село Гайтаниново, Неврокопско. Произхожда от родолюбиво учителско семейство. Брат е на Димитър Мавродиев и Петър Мавродиев, а баща му Кочо Д. Мавродиев преподава около 1860 – 1870 година в Гайтаниново. Първоначално учи в родното си село, а след това в класното училище в Неврокоп. Получава специална учителска подготовка в педагогическото училище в София. Заедно с баща си и по-големия си брат, подпомага финансово учителско дружество „Просвещение“ в Неврокоп със сумата от 456 гроша.
През 1882 година Мавродиев е сред първите трима български учители в Македония, които получават учителска правоспособност от османската държавна комисия по просвета в град Солун. През същата година е назначен за главен учител в българското училище в град Петрич, а по-късно и за околийски училищен инспектор. Той насърчава петричани през пролетта на 1883 година да започнат строеж на ново училище. На 20 юни същата година за първи път организира публичен годишен изпит в българското училище, на който са поканени и представители на местната турска власт. По негова инициатива през учебната 1886/1887 година училището прераства в класно. Допринася за откриването на много български училища в Петричкия край и създаването на девическо училище в града през 1885 година. Активно участва в църковно-националните борби в град Петрич и района. Основа църковен хор и организира първото честване на Деня на славянските просветители в града през 1889 година. Негови нововъведения са учебната екскурзия, наблюдението, природният кът в училище и училищните празници.
В Петрич Кочо Мавродиев се оженва за учителката Параскева Филипова от същия град и поставят началото на голям род.
През учебната 1897/1898 година Кочо Мавродиев е назначен за главен учител в град Валовища, където също развива богата родолюбива дейност. Учебното дело в града бележи напредък, а празникът на светите братя Кирил и Методий започва да се се празнува не само от учениците от „Долни Варош“, а от целия град и селата. През 1908 година той е избран за първи директор на трикласното училище с пансион в голямото драмско село Просечен. Многократно е преследван от гръцкото духовенство и османските власти.
През Балканската война в 1912 – 1913 година е назначен за помощник-кмет на град Сяр. Убит е на 26 юни 1913 година по жесток начин от гръцки войници при завземането на града през Междусъюзническата война. Името му носи училище и улица в Петрич.
Негов син е ученият професор Благой Мавров.

## Родословие
|  |  |                             |                             |                             |                             |                                    |                                    |                                    |                                    |                                    |                                    |                          |                          |                              |                              |                              |                              | Кочо Мавродиев               | Кочо Мавродиев               | Кочо Мавродиев | Кочо Мавродиев | Кочо Мавродиев                   | Кочо Мавродиев                   |                                  |                                  | Янинка Сарафова (1827 – 1897)    | Янинка Сарафова (1827 – 1897)    | Янинка Сарафова (1827 – 1897) | Янинка Сарафова (1827 – 1897) | Янинка Сарафова (1827 – 1897)   | Янинка Сарафова (1827 – 1897)   |                                 |                                 |                                  |                                  |                                  |                                  |                                  |                                  |  |  |  |  |  |  |
|  |  |                             |                             |                             |                             |                                    |                                    |                                    |                                    |                                    |                                    |                          |                          |                              |                              |                              |                              | Кочо Мавродиев               | Кочо Мавродиев               | Кочо Мавродиев | Кочо Мавродиев | Кочо Мавродиев                   | Кочо Мавродиев                   |                                  |                                  | Янинка Сарафова (1827 – 1897)    | Янинка Сарафова (1827 – 1897)    | Янинка Сарафова (1827 – 1897) | Янинка Сарафова (1827 – 1897) | Янинка Сарафова (1827 – 1897)   | Янинка Сарафова (1827 – 1897)   |                                 |                                 |                                  |                                  |                                  |                                  |                                  |                                  |  |  |  |  |  |  |
|  |  |                             |                             |                             |                             |                                    |                                    |                                    |                                    |                                    |                                    |                          |                          |                              |                              |                              |                              |                              |                              |                |                |                                  |                                  |                                  |                                  |                                  |                                  |                               |                               |                                 |                                 |                                 |                                 |                                  |                                  |                                  |                                  |                                  |                                  |  |  |  |  |  |  |
|  |  |                             |                             |                             |                             |                                    |                                    |                                    |                                    |                                    |                                    |                          |                          |                              |                              |                              |                              |                              |                              |                |                |                                  |                                  |                                  |                                  |                                  |                                  |                               |                               |                                 |                                 |                                 |                                 |                                  |                                  |                                  |                                  |                                  |                                  |  |  |  |  |  |  |
|  |  |                             |                             |                             |                             | Параскева Мавродиева (1870 – 1949) | Параскева Мавродиева (1870 – 1949) | Параскева Мавродиева (1870 – 1949) | Параскева Мавродиева (1870 – 1949) | Параскева Мавродиева (1870 – 1949) | Параскева Мавродиева (1870 – 1949) |                          |                          | Кочо Мавродиев (1860 – 1913) | Кочо Мавродиев (1860 – 1913) | Кочо Мавродиев (1860 – 1913) | Кочо Мавродиев (1860 – 1913) | Кочо Мавродиев (1860 – 1913) | Кочо Мавродиев (1860 – 1913) |                |                | Петър Мавродиев (около 1865 – ?) | Петър Мавродиев (около 1865 – ?) | Петър Мавродиев (около 1865 – ?) | Петър Мавродиев (около 1865 – ?) | Петър Мавродиев (около 1865 – ?) | Петър Мавродиев (около 1865 – ?) |                               |                               | Димитър Мавродиев (1853 – 1935) | Димитър Мавродиев (1853 – 1935) | Димитър Мавродиев (1853 – 1935) | Димитър Мавродиев (1853 – 1935) | Димитър Мавродиев (1853 – 1935)  | Димитър Мавродиев (1853 – 1935)  |                                  |                                  |                                  |                                  |  |  |  |  |  |  |
|  |  |                             |                             |                             |                             | Параскева Мавродиева (1870 – 1949) | Параскева Мавродиева (1870 – 1949) | Параскева Мавродиева (1870 – 1949) | Параскева Мавродиева (1870 – 1949) | Параскева Мавродиева (1870 – 1949) | Параскева Мавродиева (1870 – 1949) |                          |                          | Кочо Мавродиев (1860 – 1913) | Кочо Мавродиев (1860 – 1913) | Кочо Мавродиев (1860 – 1913) | Кочо Мавродиев (1860 – 1913) | Кочо Мавродиев (1860 – 1913) | Кочо Мавродиев (1860 – 1913) |                |                | Петър Мавродиев (около 1865 – ?) | Петър Мавродиев (около 1865 – ?) | Петър Мавродиев (около 1865 – ?) | Петър Мавродиев (около 1865 – ?) | Петър Мавродиев (около 1865 – ?) | Петър Мавродиев (около 1865 – ?) |                               |                               | Димитър Мавродиев (1853 – 1935) | Димитър Мавродиев (1853 – 1935) | Димитър Мавродиев (1853 – 1935) | Димитър Мавродиев (1853 – 1935) | Димитър Мавродиев (1853 – 1935)  | Димитър Мавродиев (1853 – 1935)  |                                  |                                  |                                  |                                  |  |  |  |  |  |  |
|  |  |                             |                             |                             |                             |                                    |                                    |                                    |                                    |                                    |                                    |                          |                          |                              |                              |                              |                              |                              |                              |                |                |                                  |                                  |                                  |                                  |                                  |                                  |                               |                               |                                 |                                 |                                 |                                 |                                  |                                  |                                  |                                  |                                  |                                  |  |  |  |  |  |  |
|  |  |                             |                             |                             |                             |                                    |                                    |                                    |                                    |                                    |                                    |                          |                          |                              |                              |                              |                              |                              |                              |                |                |                                  |                                  |                                  |                                  |                                  |                                  |                               |                               |                                 |                                 |                                 |                                 |                                  |                                  |                                  |                                  |                                  |                                  |  |  |  |  |  |  |
|  |  | Благой Мавров (1897 – 1967) | Благой Мавров (1897 – 1967) | Благой Мавров (1897 – 1967) | Благой Мавров (1897 – 1967) | Благой Мавров (1897 – 1967)        | Благой Мавров (1897 – 1967)        |                                    |                                    | Методи Мавров (1903 – ?)           | Методи Мавров (1903 – ?)           | Методи Мавров (1903 – ?) | Методи Мавров (1903 – ?) | Методи Мавров (1903 – ?)     | Методи Мавров (1903 – ?)     |                              |                              | Радомир Мавров               | Радомир Мавров               | Радомир Мавров | Радомир Мавров | Радомир Мавров                   | Радомир Мавров                   |                                  |                                  | Крум Мавродиев (1894 – ?)        | Крум Мавродиев (1894 – ?)        | Крум Мавродиев (1894 – ?)     | Крум Мавродиев (1894 – ?)     | Крум Мавродиев (1894 – ?)       | Крум Мавродиев (1894 – ?)       |                                 |                                 | Владимир Мавродиев (1890 – 1977) | Владимир Мавродиев (1890 – 1977) | Владимир Мавродиев (1890 – 1977) | Владимир Мавродиев (1890 – 1977) | Владимир Мавродиев (1890 – 1977) | Владимир Мавродиев (1890 – 1977) |  |  |  |  |  |  |
|  |  | Благой Мавров (1897 – 1967) | Благой Мавров (1897 – 1967) | Благой Мавров (1897 – 1967) | Благой Мавров (1897 – 1967) | Благой Мавров (1897 – 1967)        | Благой Мавров (1897 – 1967)        |                                    |                                    | Методи Мавров (1903 – ?)           | Методи Мавров (1903 – ?)           | Методи Мавров (1903 – ?) | Методи Мавров (1903 – ?) | Методи Мавров (1903 – ?)     | Методи Мавров (1903 – ?)     |                              |                              | Радомир Мавров               | Радомир Мавров               | Радомир Мавров | Радомир Мавров | Радомир Мавров                   | Радомир Мавров                   |                                  |                                  | Крум Мавродиев (1894 – ?)        | Крум Мавродиев (1894 – ?)        | Крум Мавродиев (1894 – ?)     | Крум Мавродиев (1894 – ?)     | Крум Мавродиев (1894 – ?)       | Крум Мавродиев (1894 – ?)       |                                 |                                 | Владимир Мавродиев (1890 – 1977) | Владимир Мавродиев (1890 – 1977) | Владимир Мавродиев (1890 – 1977) | Владимир Мавродиев (1890 – 1977) | Владимир Мавродиев (1890 – 1977) | Владимир Мавродиев (1890 – 1977) |  |  |  |  |  |  |
|  |  | Стефан Мавров               |                             |                             |                             |                                    |                                    |                                    |                                    |                                    |                                    |                          |                          |                              |                              |                              |                              |                              |                              |                |                |                                  |                                  |                                  |                                  |                                  |                                  |                               |                               |                                 |                                 |                                 |                                 |                                  |                                  |                                  |                                  |                                  |                                  |  |  |  |  |  |  |